# Ganglioside

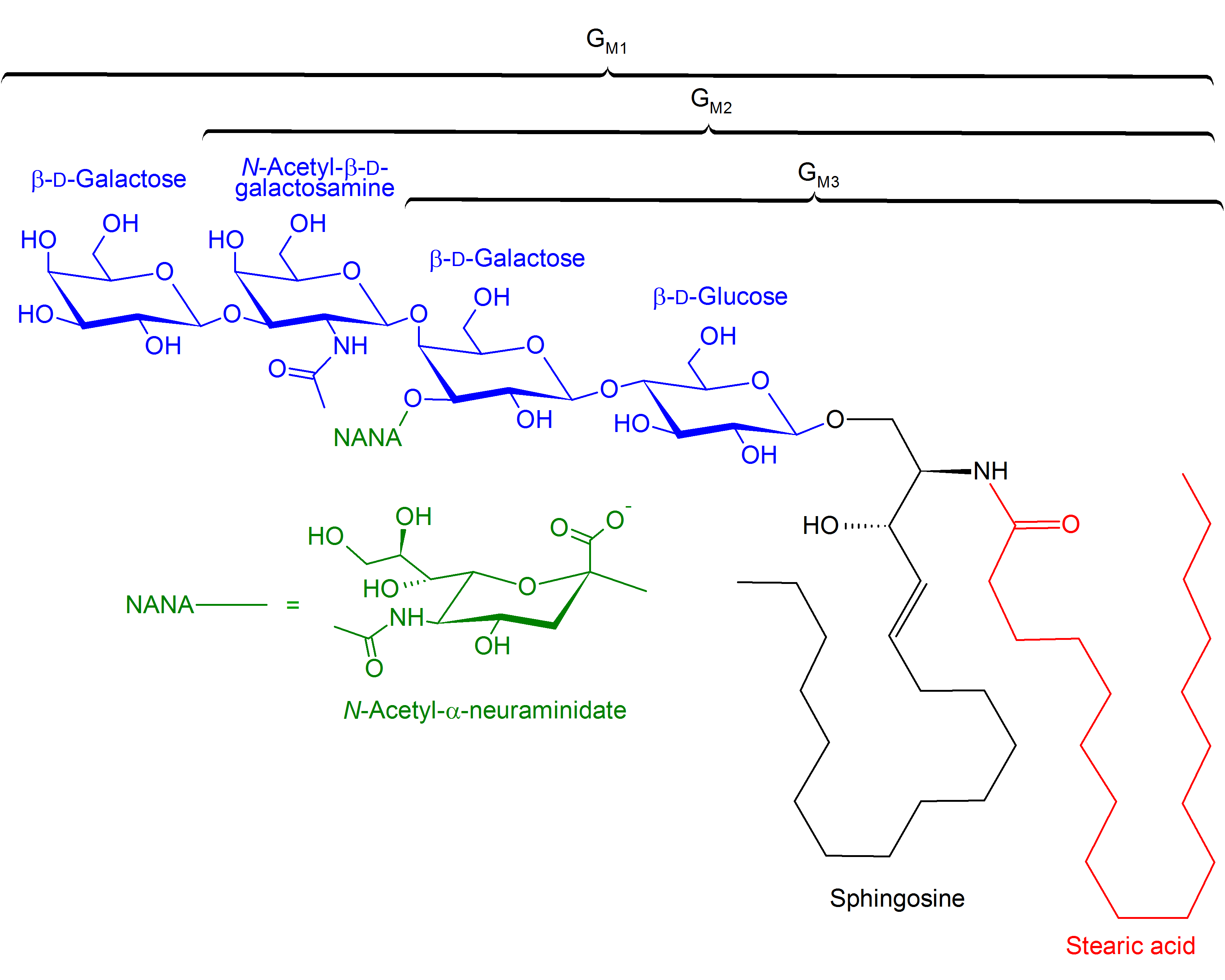
Structuur van drie belangrijke gangliosiden (GM1, GM2 en GM3) met N-acetylneuraminezuur

Gangliosiden zijn complexe glycosfingolipiden die voornamelijk voorkomen in het plasmamembraan van dierlijke cellen. Ze bestaan uit een ceramide die gebonden is aan een korte koolhydraatketen met een of meer siaalzuren, zoals N-acetylneuraminezuur (Neu5Ac) of N-glycolylneuraminezuur (Neu5Gc). De ceramidestaart zit verankerd in de lipide dubbellaag, met de oligosacharide extracellulair naar buiten stekend. De vele polaire groepen van gangliosiden zijn negatief geladen bij neutrale pH. 
De naam ganglioside werd geïntroduceerd in de jaren 1940 voor lipiden die geïsoleerd waren uit ganglioncellen in de hersenen. Er zijn meer dan zestig gangliosiden bekend, die van elkaar verschillen in de positie en het aantal siaalzuurresiduen. Gangliosiden hebben een rol in celcommunicatie en signaaltransductie.
Gangliosiden zijn onderwerp van onderzoek in de immunologie. Natuurlijke en semi-synthetische gangliosiden worden onderzocht als mogelijk therapeutische toepassing voor neurodegeneratieve aandoeningen. Het zijn eveneens targets voor antikankerstrategieën. Virussen en bacteriën kunnen gangliosiden gebruiken voor aanhechting aan de cel, en hebben dus een rol in het infectieproces.

## Structuur en voorkomen
Gangliosiden bestaan altijd een uit hydrofobe ceramide (de hoofdketen) die in de celmembraan is ingebed, en een hydrofiele oligosacharideketen die extracellulair naar buiten steekt. Kenmerkend voor gangliosiden zijn de siaalzuren die aan de suikerketen gekoppeld zijn. De aanwezigheid en het aantal siaalzuurresiduen bepalen de specifieke eigenschappen en classificatie. Gangliosiden worden vaak aangeduid met afkortingen zoals GM1, GD1a en GT1b, waarbij de letters en cijfers verwijzen naar het aantal siaalzuurresiduen en de specifieke structuur van de oligosacharideketen.
Gangliosiden zijn in hoge concentraties aanwezig in het centraal zenuwstelsel; ze vormen bijvoorbeeld 10–12% van het totale lipidengehalte (20–25% van de buitenste laag) in neuronale membranen. In andere lichaamscellen komen ze voor in lagere concentraties (1–2%), waar ze veelal geconcentreerd zijn in zogenaamde 'lipid rafts' in het plasmamembraan. Gangliosiden komen voor in melk, afkomstig van het apicale plasmamembraan van de secretoire cellen van de melkklier, en kunnen van belang zijn voor de voeding van nieuwgeborenen. Gangliosiden zijn buiten het dierenrijk niet aangetoond.

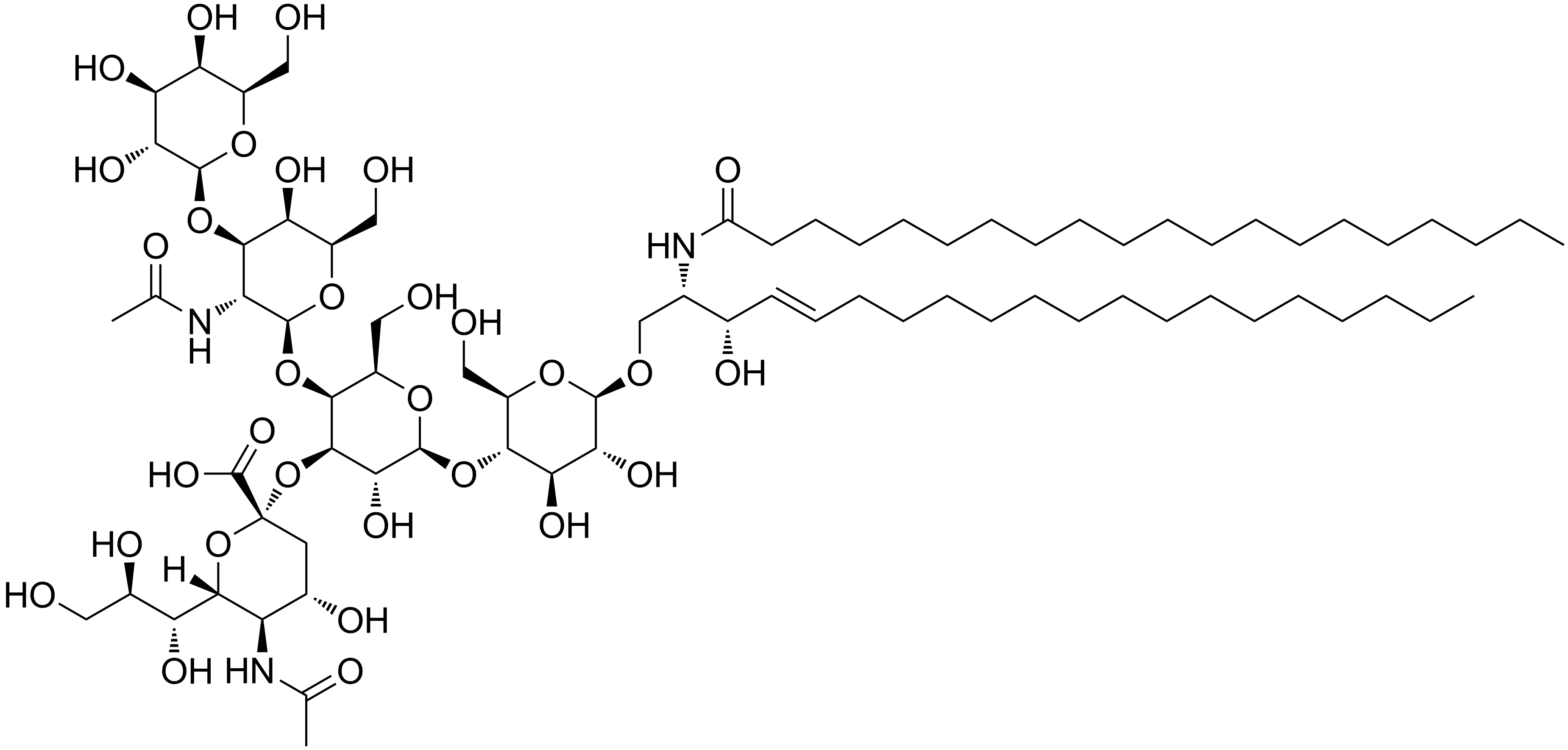
Structuur van ganglioside GM1. De hydrofobe staart is opgebouwd uit sfingosine en een vetzuurketen (stearinezuur). Bij GM1 bestaat de hydrofiele oligosacharideketen uit glucose, galactose, N-acetylgalactosamine, nog een galactose en een siaalzuur (Neu5Ac).

## Functie
Gangliosiden zijn betrokken in vele cellulaire processen. Ze spelen een rol in cel-celcommunicatie en signaaltransductie, onder meer omdat ze belangrijk zijn voor de vorming en stabilisatie van lipid rafts, en omdat ze rechtstreeks herkend kunnen worden door koolhydaatbindende receptormoleculen (lectinen) zoals Siglecs (cis- en trans-interacties). Op deze manier dragen ze bij aan processen als celadhesie en pathogeen–gastheerinteracties. Sommige bacteriële toxines gebruiken gangliosiden op het oppervlak van cellen als aanhechtingspunt; het choleratoxine van Vibrio cholerae bindt zich bijvoorbeeld specifiek aan de ganglioside GM1 op het oppervlak van darmepitheelcellen. Daarnaast reguleren gangliosiden de activiteit van plasmamembraaneiwitten, zoals de tyrosinekinase Trk, door zich met deze eiwitten binnen het membraan te associëren (laterale diffusie).

### Klinische relevantie
Gangliosiden hebben in rol in de ontwikkeling van het centraal zenuwstelsel, vooral voor de vorming van synapsen (synaptogenese). Een verstoorde metabolisatie van gangliosiden kan leiden tot neurodegeneratieve aandoeningen zoals de ziekte van Alzheimer, ziekte van Parkinson en degeneratie van de axonen. De expressie van gangliosiden is daarnaast bij veel vormen van kanker afwijkend, waardoor ze interessante doelwitten vormen voor kankerimmunotherapie.